# Église Saint-Hilaire de Mont-Saint-Hilaire
Pour les articles homonymes, voir Église Saint-Hilaire.
L'église Saint-Hilaire est située à Mont-Saint-Hilaire, au Québec. 

## Historique
Cette église fut construite à partir de 1831 sous la direction de l'entrepreneur-maçon Augustin Leblanc, résidant à Nicolet, et du maître d'œuvre François Doyon. Le plan d'origine comprenait une voûte en plâtre et une façade à deux clochers. Malheureusement, en 1832, les murs se sont écroulés et sept fermes de toit sont tombées dans le sous-sol de l'église. Les travaux furent arrêtés durant vingt mois et des modifications durent être apportées aux plans originaux (on a, entre autres, réduit le nombre de clochers à un seul). L'église fut, malgré tout, ouverte au culte en 1837. Cependant, à l'époque, les murs étaient entièrement blancs, la voûte n'était pas encore construite et il n'y avait pas assez de bancs pour asseoir tous les fidèles.

## Architecture
Sur le plan architectural, ce temple est à la base de style néo-gothique, comme en témoigne la voûte exécutée en 1842. Cependant, certains éléments du mobilier, en particulier la chaire, sont clairement de style rococo-baroque. L'église Saint-Hilaire est donc, comme la plupart des églises du Québec, un temple où se marient plusieurs influences stylistiques.

## Décoration
Étant donné les finances assez limitées de la paroisse, on dut exécuter le mobilier et le décor en plusieurs étapes échelonnées sur plusieurs années. On procéda tout d'abord en 1855, à l'installation du maître-autel, des autels latéraux et des stalles du chœur, payées par Thomas Edmund Campbell, seigneur de Rouville, dessinées à sa demande par l'architecte Frederick Lawford et exécutées par Felix Martin, un menuisier de la paroisse.
En 1882, on fit l'acquisition d'un orgue Casavant pour l'église, en l'occurrence un ancien instrument du Séminaire de St-Hyacinthe, construit en 1856, pour la somme de 600 $. C'est aujourd'hui le plus vieil orgue Casavant encore en service dans le monde. Le séminaire est devenue le Collège Antoine-Girouard en 1992.
La composante la plus importante du décor de l'église Saint-Hilaire fut exécutée à partir de 1894, lorsque le curé Joseph-Magloire Laflamme, nouvellement arrivé dans la paroisse, demanda à Ozias Leduc, un peintre de l'endroit, de procéder à la décoration de l'église. Durant les deux premières années du contrat, Ozias Leduc (aidé d'une équipe de vingt artisans) procéda à la préparation des murs afin de recevoir les quinze toiles qu'il destinait à l'église. On a donc peint, à l'aide de pochoirs, des motifs végétaux sur un fond de simili-mosaïque, ainsi que des encadrements pour les tableaux. Cette partie du contrat terminée, Ozias Leduc partit pour l'Europe en 1896. Durant son voyage, il séjourna principalement à Paris, où il put parfaire son éducation artistique durant six mois, et ce n'est qu'à son retour que les quinze tableaux qui ornent l'église furent peints et marouflés sur les murs.

## Toiles
Les œuvres présentes dans l'église témoignent du bagage artistique qu'Ozias Leduc a rapporté de son séjour dans la ville lumière. Sur le plan technique, entre autres, il fut influencé par Puvis de Chavannes, un peintre fresquiste de l'époque, influence qui se retrouve dans le choix de couleurs peu contrastées, souvent dans les tons d'ocre et de beige dans les tableaux.
En plus de donner une touche de finition qui manquait à cette église, l'œuvre d'Ozias Leduc à Saint-Hilaire fut d'autant plus réussie qu'elle a permis d'unifier la décoration intérieure de ce temple et l'harmonisation des styles divergents qui avaient été mélangés au cours des différentes étapes de création du décor. Et pour préserver cette œuvre, l'église fut classée monument historique en 1965 et les toiles furent reconnues biens culturels en 1976.